# Comè
Comè is een van de 77 gemeenten (communes) in Benin. De gemeente ligt in het departement Mono en heeft een oppervlakte van 163 km². De gemeente telt 79.989 inwoners (2013). De gemeente is onderverdeeld in vijf arrondissementen:
- Akodeha
- Agatogbo
- Comè
- Ouedemè (Pedah)
- Oumako

De gemeente heeft wegverbindingen met Ouidah en Grand-Popo en ligt op 60 kilometer van Cotonou. De belangrijkste economische activiteiten zijn de landbouw, de visserij en de handel. Belangrijkste gewassen voor de markt zijn rijst en aardnoten.

## Geografie
In het zuiden en het centrum van de gemeente liggen zoutmoerassen; het noorden bestaat uit grassavanne. Er zijn ook bossen zoals het heilig bos van Lizèmè. In het oosten van Comè ligt het Ahémémeer.
Het klimaat telt twee regenseizoenen (van maart tot juni en van augustus tot november) en twee droge seizoenen.

## Bevolking
In 2002 telde de gemeente 58.396 inwoners. In 2013 waren dit er 79.989.
De belangrijkste bevolkingsgroepen zijn de Xwéla, Waci, Sawxè, Xwla, Gen, Kotafon en Fon.
In 2002 was 65% van de bevolking aanhanger van het animisme, 23% katholiek, 0,5% protestants en 1,4% moslim.
Opm: Bevolkingscijfers in duizendtallen
Bron: Comè Commune in Benin; 1979-2013: volkstellingen
Bron: Institut National de la Statistique Benin; 2013: volkstelling

## Afbeeldingen

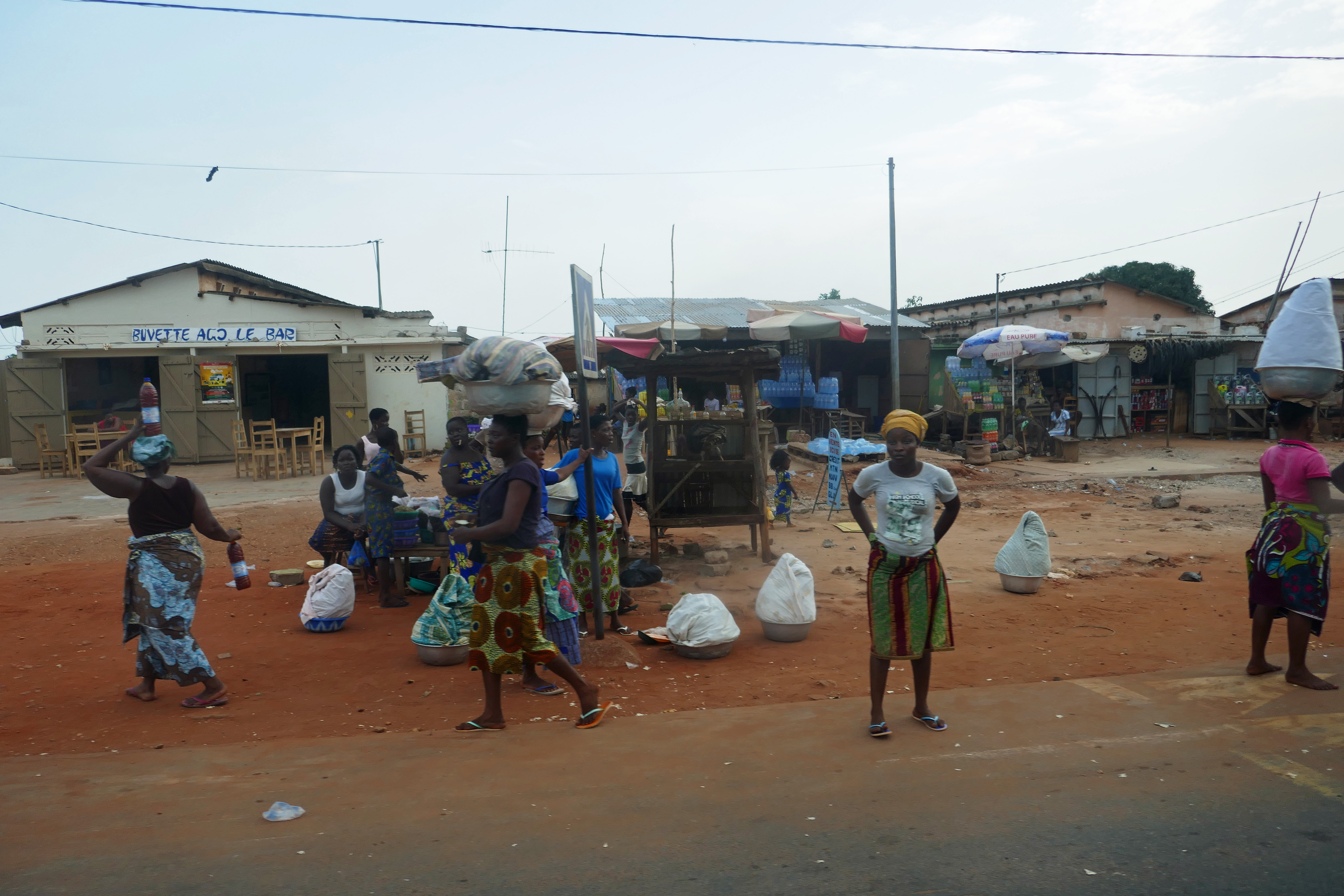
Straatbeeld in Comè
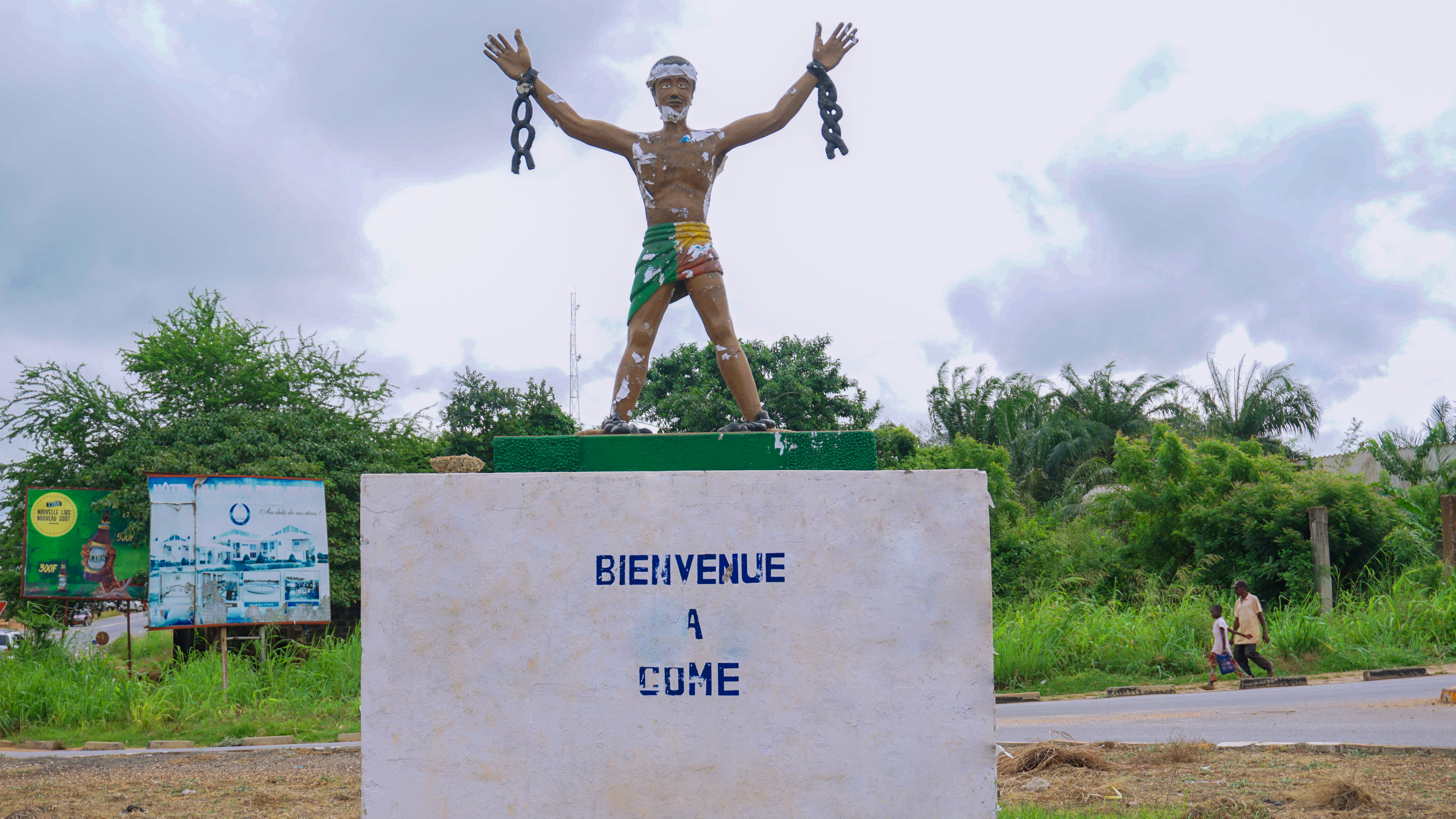
Standbeeld
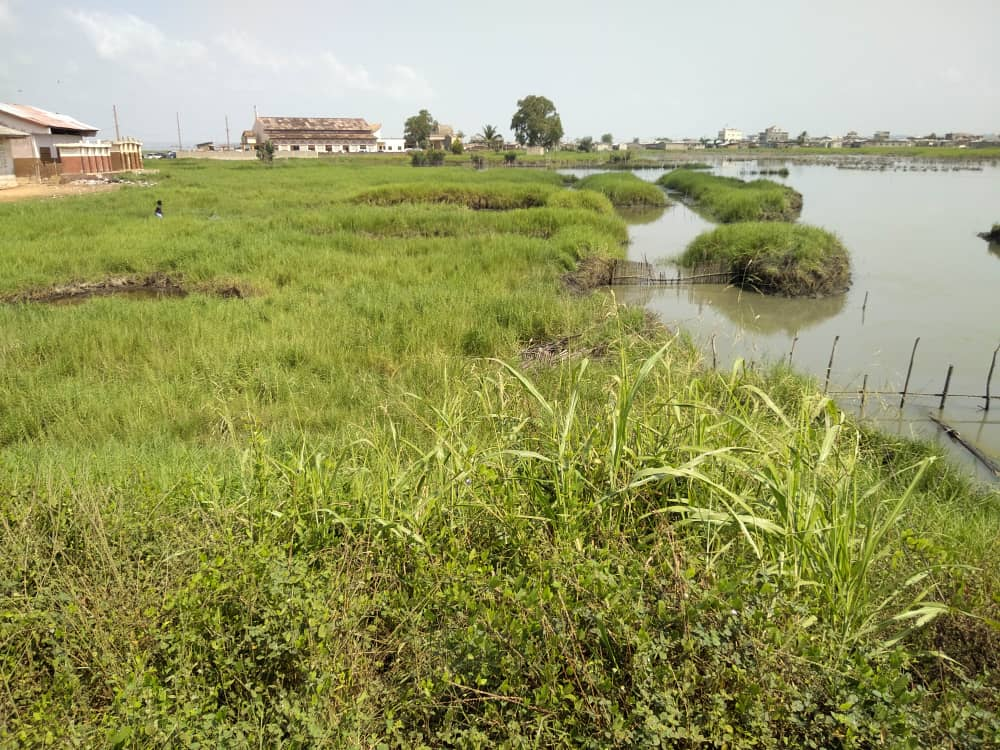
Oever van het Ahémémeer
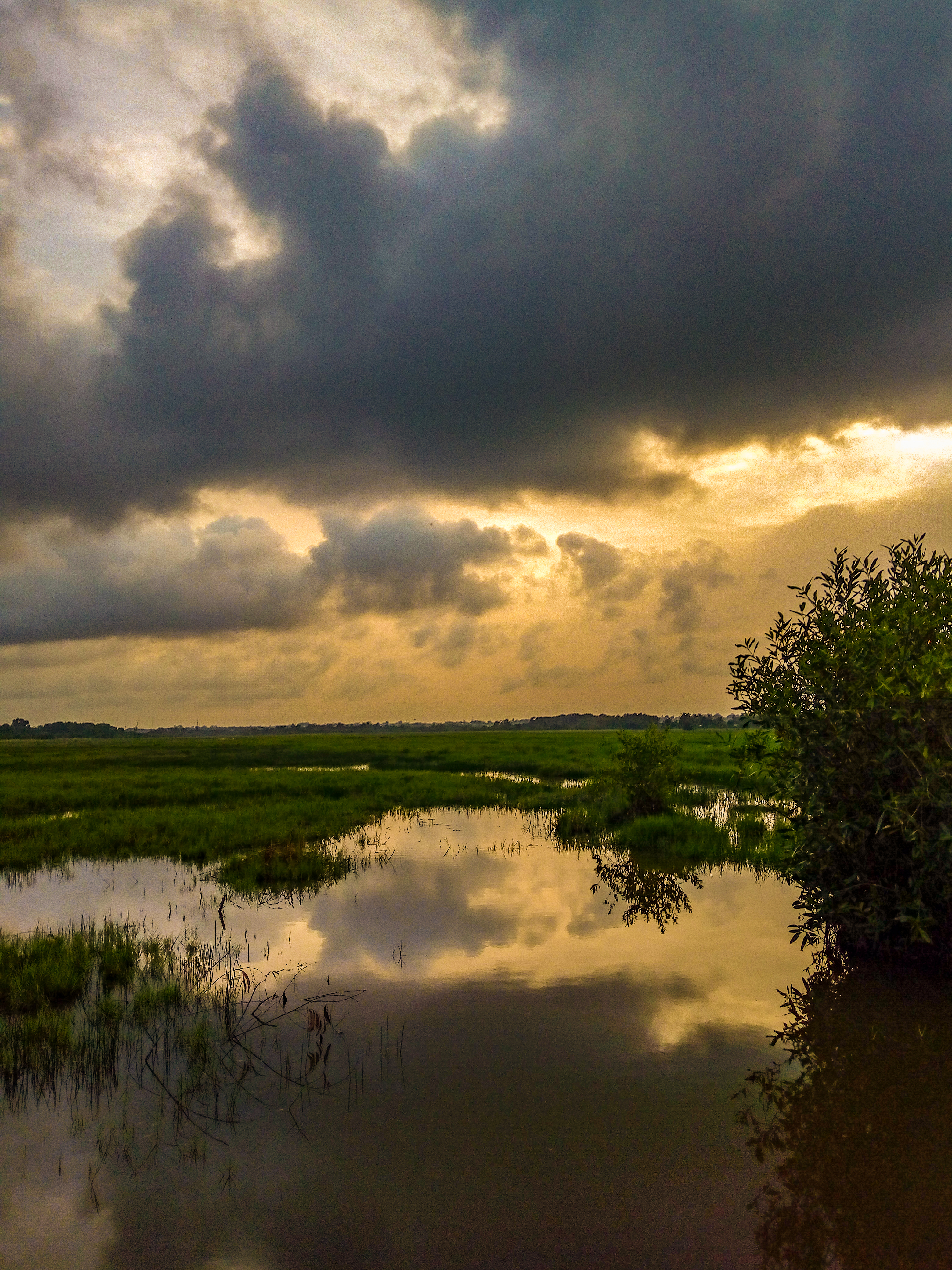
Moeras

- International Standard Name Identifier: 0000 0001 1124 9694
- Library of Congress Control Number: no2001069701
- Nationale Bibliotheek van Israël: 987007494237005171
- Virtual International Authority File: 148281972
- WorldCat: E39PCjKMPtpV39rbjJfDyBfMKd